# Atraphaxis replicata
Atraphaxis replicata är en slideväxtart som beskrevs av Jean-Baptiste de Lamarck. Atraphaxis replicata ingår i släktet Atraphaxis och familjen slideväxter. Inga underarter finns listade i Catalogue of Life.